# Friedrich Wilhelm Schulz
Friedrich Wilhelm Schulz (Darmstadt, 13 marzo 1797 – Höttingen, 9 gennaio 1860) è stato un editore, militare e politico tedesco, fu un ufficiale, radicale, e socialdemocratico ad Assia. I suoi lavori più importanti sono La morte del pastore Friedrich Ludwig Weidig, ma soprattutto Il movimento della produzione (1843), opera che Karl Marx cita ampiamente nei suoi Manoscritti economico-filosofici del 1844. Schulz fu il primo a descrivere il movimento della società come derivante dalla contraddizione tra le forze della produzione e il modo della produzione; questo assunto porrà le basi del materialismo storico di Marx ed Engels. Marx continuerà a fare riferimento al lavoro di Schulz decenni dopo quando pubblicherà Il Capitale (1867).

## Biografia
Egli fu amico di Georg Büchner e uno dei primi sostenitori di Pierre-Joseph Proudhon. Arrestato e condannato con l'accusa di demagogia, evase di prigione nel 1834 ed emigrò dalla Germania in Svizzera, dove lavorò come giornalista politico freelance. Nel 1848 fu eletto nell'Assemblea Nazionale di Francoforte, aderendo al gruppo di sinistra.

## Opere
- Irrtümer und Wahrheiten aus den ersten Jahren nach dem letzten Kriege gegen Napoleon und die Franzosen. Darmstadt 1825. (Buchveröffentlichung der Artikelserie für die Zeitschrift Hesperus).
- Das Eine, was Deutschland Not tut. In: Allgemeine Politische Annalen. Hrsg. von Carl von Rotteck. 7. Bd., 1. Heft, Juli 1831, S. 1–44.
- An die versammelten Vertreter des deutschen Volks. In: Deutsche Tribüne. Ein Konstitutionelles Tagblatt. Hrsg. von August Wirth. Nr. 2, 2. Juli 1831.
- Über das zeitgemäße Verhältnis der Statistik zur Politik. In: Beilage zum Morgenblatt für gebildete Stände. Nr. 310, 25. novembre 1831. (Druckfassung von Schulz’ Erlanger Dissertation).
- Die Bewegung der Production. Eine geschichtlich-statistische Abhandlung zur Grundlegung einer neuen Wissenschaft des Staates und der Gesellschaft. Zürich und Winterthur 1843.  MDZ Reader, su reader.digitale-sammlungen.de. (Neudruck mit einer Einleitung von Gerhard Kade. Glashütten im Taunus 1974).
- Der Tod des Pfarrers Dr. Friedrich Ludwig Weidig. Ein aktenmäßiger und urkundlich belegter Beitrag zur Beurteilung des geheimen Strafprozesses und der politischen Zustände Deutschlands. Zürich und Winterthur 1843.  Digitalisat, su services.bibliothek.kit.edu. URL consultato il 1º maggio 2019 (archiviato dall'url originale il 4 marzo 2016). (Anonym erschienen. Fotomechanischer Nachdruck. Leipzig 1975).
- Geheime Inquisition, Zensur und Kabinettsjustiz in verderblichem Bunde. Schlussverhandlung mit vielen neuen Aktenstücken über den Prozeß Weidig. Karlsruhe 1845. (Mitverfasser: Carl Theodor Welcker).
- Die wahrhaftige Geschichte vom deutschen Michel und seinen Schwestern. Nach bisher unbekannten Quellen bearbeitet und durch sechs Bilder von M. Disteli erläutert. Zürich und Winterthur 1845.  MDZ Reader, su reader.digitale-sammlungen.de. (Anonym erschienen, Schulz’ größter buchhändlerischer Erfolg.)
- Briefwechsel eines Staatsgefangenen mit seiner Befreierin. 2 Bdd. Mannheim 1846. BSB-Digitalisat:  Bd. 1, su reader.digitale-sammlungen.de. und  Bd. 2, su reader.digitale-sammlungen.de..
- Eine literarische Fehde über den neuphilosophischen Nihilismus. In: Blätter für literarische Unterhaltung. Nr. 104, Leipzig 14. aprile 1846.
- Denkschrift über die internationale Politik Deutschlands. Darmstadt 1848.  MDZ Reader, su reader.digitale-sammlungen.de.
- Deutschlands gegenwärtige politische Lage und die nächste Aufgabe der demokratischen Partei. Frankfurt 1849. (Analyse der Gründe für die Niederlage der Revolution.)
- Die Rettung der Gesellschaft aus den Gefahren der Militärherrschaft. Eine Untersuchung auf geschichtlicher und statistischer Grundlage über die finanziellen und volkswirtschaftlichen, die politischen und sozialen Einflüsse des Heerwesens. Leipzig 1859.